# Lars-Otto Lindskog
Lars-Otto Lindskog, född 22 april 1942 i Borås, är en svensk konstsmed.

## Offentliga arbeten
Lindskog har utfört ett antal offentliga arbeten, däribland dopträden i Markaryds kyrka (2017) och Östra Eneby kyrka (2022) samt ett nytt tabernakel och två pulpeter i Sankt Thomas kyrka i Lund i samband med ombyggnationen 2018–2019.